# Cocodril americà
El Cocodril americà (Crocodylus acutus) és una espècie de rèptil que viu a l'àrea compresa entre les costes atlàntica i pacífica del sud de Mèxic, Amèrica Central, nord del Perú i Veneçuela, Cuba, Jamaica, República Dominicana, Haití i Florida (Estats Units).